# Psilotrichum erythrostachyum
Psilotrichum erythrostachyum là loài thực vật có hoa thuộc họ Dền. Loài này được Gagnep. miêu tả khoa học đầu tiên năm 1935.